# Султанов, Кылышбай
Султанов, Кылышбай (5 января 1905, Темирский р-н, Актюбинская область — 1965, Алма-Ата), советский государственный и общественный деятель, министр юстиции Казахской ССР (1952—1960).

## Биография
Родился 5 января 1905 г. в Темирском районе Актюбинской области, образование высшее юридическое.
1917—1923 гг. — батрак у бая.
1923—1926 гг. — чернорабочий путевой службы. Ст. Ходжа-Давлет.
1927—1928 гг. — грузчик Туркменскои кооперативной топливной станции. АхчаКуйма.
1928—1929 гг. — чернорабочий путевой службы. Ст. Казанджик.
1929—1932 гг. — главный кондуктор службы движения. Ст. Казанджик.
1932 г. — слушатель курсов партактива при КомВУЗе. Ашхабад.
1932—1935 гг. — уполномоченный ОУР отделения милиции. Казанджик.
1935—1937 гг. — помощник прокурора Туркменской ССР по спецделам. Ашхабад.
1937—1938 гг. — слушатель ВАК при правовой Академии. Москва.
1939—1940 гг. — старший помощник прокурора Туркменской ССР. Ашхабад.
1940—1946 гг. — прокурор Чарджоуской области. Чарджоу.
1943—1948 гг. — Всесоюзный заочный юридический институт.
1946—1948 гг. — заместитель прокурора Туркменской ССР по следственным делам. Ашхабад.
1948—1952 гг. — заместитель прокурора Казахской ССР. Алма-Ата.
1949 г. — присвоено звание «Государственный советник юстиции III класса».
1952—1960 гг. — министр юстиции Казахской ССР. Алма-Ата.
1960—1963 гг. — заместитель директора НИИСЭ. Алма-Ата.
1963 г. — председатель Юридической комиссии при Совете Министров Казахской ССР. Алма-Ата.
Скончался в 1965 году, похоронен на Центральном кладбище Алма-Аты.

## Семья
Сын: Султанов, Булат Клычбаевич

## Награды
- Почетная грамота Президиума Верховного Совета Туркменской ССР (1942).
- Орден Трудового Красного Знамени (1945).
- Орден Красной Звезды (1947).
- Орден «Знак Почета» (1956).
- Медаль «За доблестный труд в Великой Отечественной войне 1941—1945 гг.».
- Медаль «За освоение целинных земель».
- Почетная грамота Президиума Верховного Совета Казахской ССР (1960).